# Памятник Татьяне Маркус
Памятник Татьяне Маркус — памятник 21-летней Татьяне Маркус (единственная женщина, получившая звание Герой Украины за участие во Второй мировой войне) расположен в Киеве у Бабьего Яра.

## История
Татьяна Маркус во время Великой Отечественной войны была подпольной связной и состояла в диверсионной группе. Способствовала убийству десятков офицеров и рядовых оккупантов (среди них — главного гауляйтера Киева). 22 августа 1942 года была схвачена гестапо и около полугода её очень жестоко пытали. Никакой информации нацистам она не выдала и была убита.
Илья Левитас более 50 лет добивался увековеченья имени девушки (с 1956 года). Памятник был открыт 1 декабря 2009 года. Его собирались открыть ещё 29 сентября, но из-за возникших трудностей с местом и материалами открытие пришлось перенести. Своё имя на памятнике И. Левитас увековечивать не стал, а надпись, выполненная на украинском языке, гласит (в переводе на русский): «По инициативе Еврейской конфедерации Украины и фонда Память Бабьего Яра». На открытии присутствовало множество человек. Среди них были публичные особы: инициатор открытия памятника, президент «Фонда памяти „Бабьего Яра“» Илья Левитас, городской голова Киева Леонид Черновецкий, Геннадий Удовенко (председатель Совета по вопросам этнополитики при Президенте Украины), Сергей Максимов (сопрезидент Еврейской конфедерации Украины) и Чрезвычайный и Полномочный посол Израиля Зина Калай-Клайтман. Открытие памятника было проведено президентом Украины.
По словам Леонида Черновецкого, на открытии памятника: 

Наша обязанность приложить максимум усилий, чтобы никто не был забыт. Сегодня мы открываем памятник юной бесстрашной еврейской девушке, которая отдала жизнь в борьбе с нацистскими захватчиками
К памятнику постоянно возлагают цветы, особенно в день рождения Татьяны Маркус. Так, 21 сентября 2011 года, на 90—летие со дня её рождения, прошла церемония возложения цветов с участием различных общественных деятелей. В частности, на церемонии присутствовали директор Национального историко-мемориального заповедника «Бабий Яр» Б. И. Глазунов, Президент Еврейского совета Украины, председатель фонда «Память Бабьего Яра» И. М. Левитас, режиссёр кинофильма «Бабий Яр» (2002) Николай Засеев- Руденко, ученики школы № 44, автор памятника В. Медведев и другие.

## Описание
Памятник выполнен из бронзы и представляет собой фигуру девушки, у которой решительно сжаты кулаки. Фигура стоит подле колючей проволоки. Композиция восхитила одних, а другие не совсем поняли композиционное решение. Памятник был создан скульптором В. Медведевым, архитектором Е. Костиным на средства частных лиц.
Пьедестал выполнен из серого гранита, надпись (на украинском языке) гласит:
«Татьяна Маркус
1921—1943
ГЕРОЙ УКРАИНЫ
Выдающаяся Киевская подпольщица».